# Critérium International 1989
Il Critérium International 1989, cinquantottesima edizione della corsa, si svolse dal 25 al 26 marzo su un percorso di 284 km ripartiti in 3 tappe, con partenza a Bollène e arrivo ad Avignone. Fu vinto dallo spagnolo Miguel Indurain della Reynolds davanti al francese Charly Mottet e all'irlandese Stephen Roche.

## Tappe
| Tappa  | Data     | Percorso                                | km    | Vincitore di tappa | Leader cl. generale |
| ------ | -------- | --------------------------------------- | ----- | ------------------ | ------------------- |
| 1ª     | 25 marzo | Bollène > Apt                           | 180,5 | Marc Madiot        | Marc Madiot         |
| 2ª     | 26 marzo | Carpentras > Cavaillon                  | 91    | Pascal Lino        | Charly Mottet       |
| 3ª     | 26 marzo | Avignone > Avignone (cron. individuale) | 12,5  | Miguel Indurain    | Miguel Indurain     |
| Totale | Totale   | Totale                                  | 284   |                    |                     |

## Dettagli delle tappe

### 1ª tappa
- 25 marzo: Bollène > Apt – 180,5 km

| Pos. | Corridore     | Squadra | Tempo    |
| ---- | ------------- | ------- | -------- |
| 1    | Marc Madiot   | Toshiba | 4h34'58" |
| 2    | Greg LeMond   | ADR     | s.t.     |
| 3    | Charly Mottet | R.M.O.  | s.t.     |

| Pos. | Corridore   | Squadra | Tempo    |
| ---- | ----------- | ------- | -------- |
| 1    | Marc Madiot | Toshiba | 4h34'58" |

### 2ª tappa
- 26 marzo: Carpentras > Cavaillon – 91 km

| Pos. | Corridore       | Squadra    | Tempo    |
| ---- | --------------- | ---------- | -------- |
| 1    | Pascal Lino     | R.M.O.     | 2h25'31" |
| 2    | Éric Boyer      | Z-Peugeot  | a 8"     |
| 3    | Roland Le Clerc | Caja Rural | s.t.     |

| Pos. | Corridore     | Squadra | Tempo |
| ---- | ------------- | ------- | ----- |
| 1    | Charly Mottet | R.M.O.  |       |

### 3ª tappa
- 26 marzo: Avignone > Avignone (cron. individuale) – 12,5 km

| Pos. | Corridore         | Squadra     | Tempo  |
| ---- | ----------------- | ----------- | ------ |
| 1    | Miguel Indurain   | Reynolds    | 14'44" |
| 2    | Roberto Visentini | Malvor-Sidi | a 16"  |
| 3    | Erik Breukink     | Panasonic   | a 20"  |

| Pos. | Corridore       | Squadra   | Tempo    |
| ---- | --------------- | --------- | -------- |
| 1    | Miguel Indurain | Reynolds  | 7h15'25" |
| 2    | Charly Mottet   | R.M.O.    | a 19"    |
| 3    | Stephen Roche   | Fagor-MBK | a 29"    |

## Classifiche finali

### Classifica generale
| Pos. | Corridore         | Squadra               | Tempo    |
| ---- | ----------------- | --------------------- | -------- |
| 1    | Miguel Indurain   | Reynolds              | 7h15'25" |
| 2    | Charly Mottet     | R.M.O.                | a 19"    |
| 3    | Stephen Roche     | Fagor-MBK             | a 29"    |
| 4    | Greg LeMond       | ADR- W-Cup-Bottecchia | a 39"    |
| 5    | Laurent Bezault   | Toshiba               | a 40"    |
| 6    | Laurent Fignon    | Super U-Raleigh-Fiat  | a 1'01"  |
| 7    | Marc Madiot       | Toshiba               | a 1'03"  |
| 8    | Roberto Visentini | Malvor-Sidi           | a 3'20"  |
| 9    | Pascal Lino       | R.M.O.                | a 3'30"  |
| 10   | Andreas Kappes    | Toshiba               | s.t.     |